# Příliš hlučná samota
Příliš hlučná samota je kniha českého spisovatele Bohumila Hrabala. Je příběhem starého muže jménem Haňťa, který mnoho let pracuje ve sběrně surovin, odkud zachraňuje vzácné knihy. Hrabal knihu napsal v sedmdesátých letech, ale oficiálního vydání se dočkala až roku 1989. V roce 1994 byla kniha předlohou stejnojmennému celovečernímu filmu režisérky Věry Caïs. Hlavní roli v něm ztvárnil Philippe Noiret. V roce 2007 se kniha dočkala animovaného filmového zpracování, za nímž stála režisérka Genevieve Anderson a hlavní postavu namluvil Paul Giamatti.

## Shrnutí
Celý příběh je vyprávěn v první osobě Hanťou, hlavní postavou celého díla. Hanťa je vylíčen jako druh lenocha a poustevníka, byť s encyklopedickým literárním poznáním. Hanťa používá metaforický jazyk a neskutečné popisy a velká část knihy se zabývá pouze jeho vnitřními myšlenkami, protože vzpomíná a medituje na výstřední množství znalostí, které během let získal. Vyvolává příběhy ze své minulosti a představuje si události rozmarných scénářů. Uvažuje o poselstvích obrovského počtu intelektuálů, které studoval. Román je živou symbolikou. Má však přitom jednoduchý, ale temný děj.
„Už třicet pět let jsem byl v papírovém deníku a je to můj milostný příběh,“ říká Hanťa v úvodním řádku knihy. Dále popisuje své metody práce a využití své práce k „záchraně“ neuvěřitelného počtu knih pro čtení a uložení ve svém domě.
Hlavním tématem příliš hlučné samoty je stálost a nehmotnost myšlenek, které se mohou po určitou dobu krásně projevit ve formě knih a slov. Dalším tématem je konflikt mezi Hanťovým jednoduchým způsobem života a novým a ambiciózním socialistickým řádem.

## Zajímavosti
- Hrabalovo původní jméno pro vypravěče bylo Adam, v románu lze vidět různé paralely mezi Hanťou a prvním biblickým člověkem.
- Hrabal napsal Příliš hlučnou samotu po dlouhém záchvatu nemoci a vynucené střídmosti. Tvrdil, že kniha je to, pro co dokázal žít.